# Ornebius rufonigrus
Ornebius rufonigrus är en insektsart som beskrevs av Sigfrid Ingrisch 1987. Ornebius rufonigrus ingår i släktet Ornebius och familjen Mogoplistidae. Inga underarter finns listade i Catalogue of Life.